# Akustische Oberflächenwelle
Eine akustische Oberflächenwelle, kurz AOW, (engl. SAW für surface acoustic wave) ist eine Körperschall-Welle, die sich planar auf einer Oberfläche, also nur in zwei Dimensionen, ausbreitet.

## Grundlagen und Einordnung
Schallwellen treten in festen Medien als Longitudinal- und Transversalwellen auf; in Flüssigkeiten und Gasen können nur Longitudinalwellen existieren, weil dort der zur Weiterleitung von Transversalwellen erforderliche Schubmodul fehlt.
Auf der Oberfläche von Flüssigkeiten und Festkörpern können sich jedoch dennoch Wellen ausbreiten, die sowohl eine transversale als auch eine longitudinale Komponente haben; ein Oberflächenpunkt beschreibt beim Wellendurchgang einer solchen Welle eine elliptische Bewegung. Solche Wellen lassen sich auf der Oberfläche von Festkörpern erzeugen und haben aufgrund des vorhandenen Schubmodules eine sehr hohe Ausbreitungsgeschwindigkeit. Die Schallwelle breitet sich dabei planar aus, ohne tief in das Material einzudringen. Die Eindringtiefe ist praktisch auf eine Wellenlänge begrenzt.
Bei Wasser(oberflächen)wellen handelt es sich nicht um elastische Wellen, sondern um Schwerewellen, bei denen die Rückstellkraft die Schwerkraft ist. Außerdem tritt ein nicht zu vernachlässigender Massentransport auf.

## Anwendungen

### Frequenzfilter
Akustische Oberflächenwellen werden insbesondere bei AOW-Filtern (SAW-Filter) verwendet. Diese bestehen aus Piezokristallen und darauf aufgebrachten Elektrodenstrukturen. Elektrische Signale lassen sich mit Hilfe dieser Elektroden in Schallwellen umwandeln, die sich auf der Substratoberfläche ausbreiten. Durch die Gestalt der Elektroden oder anderer Formparameter können beispielsweise Frequenzen selektiert werden. Am Filterausgang wird die akustische Oberflächenwelle in elektrische Signale zurückgewandelt; die dazu erforderlichen Elektrodenstrukturen gleichen prinzipiell denen, die zur Erzeugung verwendet werden.
Anwendung finden diese Filter zur Frequenzselektion und zur Realisierung definierter Durchlasskurven in Sendern, Funkempfängern, Fernsehgeräten und in Oszillatoren.

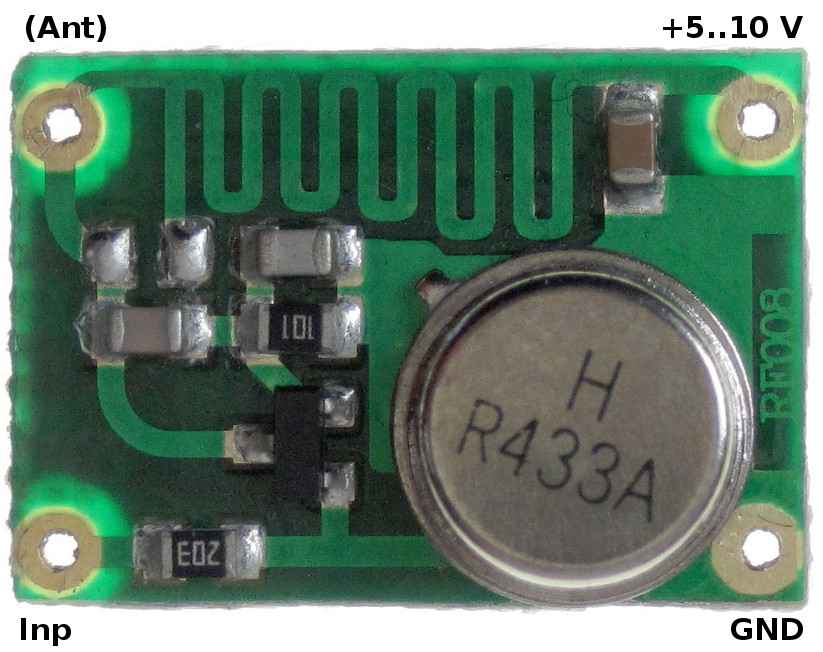
433 MHz Colpitts-Oszillator

SAW-Filter werden auch in Hochfrequenz-Oszillatoren eingesetzt und übernehmen dort die Aufgaben eines Schwingquarzes. Dessen Oberton-Höchstfrequenz liegt deutlich unterhalb von 300 MHz. Das Bild zeigt die Schaltung eines Colpitts-Oszillators. Zusammen mit einem Transistor und zwei Kondensatoren stabilisiert ein Oberflächenwellenfilter die Sendefrequenz auf 433 MHz.

### RFID und drahtlose Sensoren
AOW-Strukturen mit einer angeschlossenen Antenne sind passive Bauelemente und geben einen Teil des eingestrahlten Funksignals als Echo über die gleiche Antenne zurück, nachdem das Signal durch die AOW-Struktur gelaufen ist und dort an zwei oder mehreren Strukturen reflektiert wurde. Durch individuell für jedes Bauteil andere Orte dieser Reflektorstrukturen entstehen dem Bauteil zuzuordnende Echos. Der Zeitabstand der Echos eines Bauteils hängt von der Lage der Reflektorstrukturen zueinander sowie von der Schallgeschwindigkeit des Substrates ab. Die Schallgeschwindigkeit ist je nach Substrat und dessen Kristallorientierung abhängig von Temperatur sowie mechanischen Spannungen.

#### RFID-Tags
Mittels Oberflächenwellenstrukturen (OFW) lassen sich digitale Identifikationsmarken (SAW-Tags) (vergleiche auch RFID) herstellen. Dazu wird auf einem geeigneten Substrat ein Schallwandler aufgebracht, der über eine Antenne elektromagnetische Signale empfangen und direkt in Oberflächenwellen umwandeln kann. Diese werden dann von mehreren, in individuellen Abständen auf dem Substrat angebrachten Reflektoren zurückgeworfen und über den gleichen Wandler und die gleiche Antenne wieder nach außen abgegeben. Die so erzeugte Impulsfolge kann nun mit einem geeigneten Lesegerät ausgelesen werden.
Anwendungen sind zum Beispiel die Kontrolle von Warenströmen oder auch die kontaktlose Identifizierung medizinischer Implantate, Nahtmaterialien, Operationsgeräte, Operationsbestecke oder Blutkonserven während und nach der Sterilisation. Gegenüber der Barcode-Kennzeichnung haben SAW-Tags den Vorteil, dass sie besser vor Verschmutzungen und Abrieb geschützt werden können. Gegenüber einer elektronischen Codierung bieten SAW-Tags die Option einer geometrischen Codierung eine besonders hohe Robustheit.

#### Sensoren
SAW-Sensoren nutzen die Abhängigkeit der Oberflächenwellengeschwindigkeit von der mechanischen Spannung (Verformung), der Massenbeaufschlagung (Ablagerungen auf der Oberfläche) oder der Temperatur (Temperaturkoeffizient der Schallgeschwindigkeit). Sie überstehen hohe Temperaturen bis etwa 400 °C und besitzen eine hohe Gammastrahlenresistenz – sie überstehen 500 kGy (Kilogray) ohne Leistungsverlust; die obere Belastungsgrenze ist zurzeit noch unbekannt.
Überall dort, wo aus bestimmten Gründen die zu messenden Stellen nur schwer zugänglich sind oder eine Verkabelung unmöglich ist, kann sich die Anwendung solcher SAW-Sensoren eignen. Rotoren, Kupplungen oder Wellen können in unterschiedlichen Betriebszuständen kabellos auf ihre Temperatur oder Position überwacht werden.
SAW-Sensoren zur Druckmessung können bei der Entwicklung von Verbrennungsmotoren an verschiedenen Orten Druck und Vibrationen messen. Mit ihrer individuellen Mikro-Strukturierung gelingt die sichere Identifizierung und die anschließende eindeutige Zuordnung der Kalibrationsdaten zum jeweiligen Sensor.
SAW-Sensoren können die Temperatur der Leiterseile von Hochspannungs-Freileitungen messen und so die Belastungsüberwachung von Hochspannungsleitungen verbessern. Die passiven, um das Leiterseil gelegten Sensoren werden dabei über kurze Entfernungen bis etwa 30 m über Funk hinsichtlich ihrer sich mit der Temperatur verschiebenden Echo-Antwortfolge abgefragt. Mit einem Sende-/Empfangsgerät ähnlich einem Radar können mehrere Sensoren zugleich ausgelesen werden, wenn sie individuelle Strukturabmessungen aufweisen. Messtoleranzen bis 0,2 K sind möglich.

Durch die Nutzung dieser Information kann man, abhängig von den vorhandenen Umgebungsbedingungen, weniger oder mehr Energie über die überwachten Leitungen transportieren. Die Datenübertragung über die großen Entfernungen entlang der Leitung erfolgt zum Beispiel mit GPRS.

Auch andere hochspannungsführende Bauteile können so temperaturüberwacht werden, zum Beispiel Varistoren (Überspannungsableiter).

### Stofftransport
Das australische Nanotechnologie-Unternehmen Nanotechnology Victoria hat ein Inhalationsgerät entwickelt, das auf der Grundlage der akustischen Oberflächenwelle die intrapulmonale Verabreichung hochmolekularer Therapeutika (Proteine wie zum Beispiel Insulin und Erythropoetin) ermöglichen soll.

### Durchflussmessung
Akustische Oberflächenwellen können auch zur Durchflussmessung von Flüssigkeiten eingesetzt werden. Für die SAW-Technologie wird eine Wellenausbreitung wie bei seismischen Aktivitäten genutzt: Ausgehend von einem Initialzentrum der Anregung breitet sich eine Wellenfront an der Oberfläche eines festen Materials aus. Sogenannte Interdigitalwandler werden von einem elektrischen Impuls angeregt und erzeugen SAWs, die sich ähnlich wie Erdbebenwellen ausbreiten, in diesem Fall aber gerichtet und zum einen an der Rohroberfläche als auch einfach bis mehrfach durch das Medium laufend. Die Interdigitalwandler arbeiten als Sender und Empfänger. Ist er als Sender aktiv, fungieren die beiden von ihm am weitesten entfernten Interdigitalwandler als Empfänger. Die SAW breitet sich an der Messrohroberfläche aus, koppelt aber auch in die Flüssigkeit aus. Der Auskopplungswinkel ist abhängig von der Flüssigkeit bzw. der sich in ihr ergebenden Ausbreitungsgeschwindigkeit der Welle. Auf der anderen Seite des Messrohres angekommen, koppelt ein Teil der Welle wieder ein und läuft an der Rohroberfläche weiter zum nächsten Interdigitalwandler. Ein anderer Teil wird wieder ausgekoppelt und wandert wieder zur anderen Messrohrseite, wo derselbe Effekt erneut auftritt und der Transducer auf dieser Rohrseite die Welle empfängt. So führt die Anregung jedes Transducers zu einer Folge von Empfangssignalen an zwei anderen. Zwei Transducer senden in Durchflussrichtung, die beiden anderen entgegen der Durchflussrichtung. Die Zeitdifferenz der Ausbreitungsdauer in Vorwärtsrichtung und Rückwärtsrichtung der fließenden Flüssigkeit ist zur Durchflussmenge proportional.

### Temperaturmessung

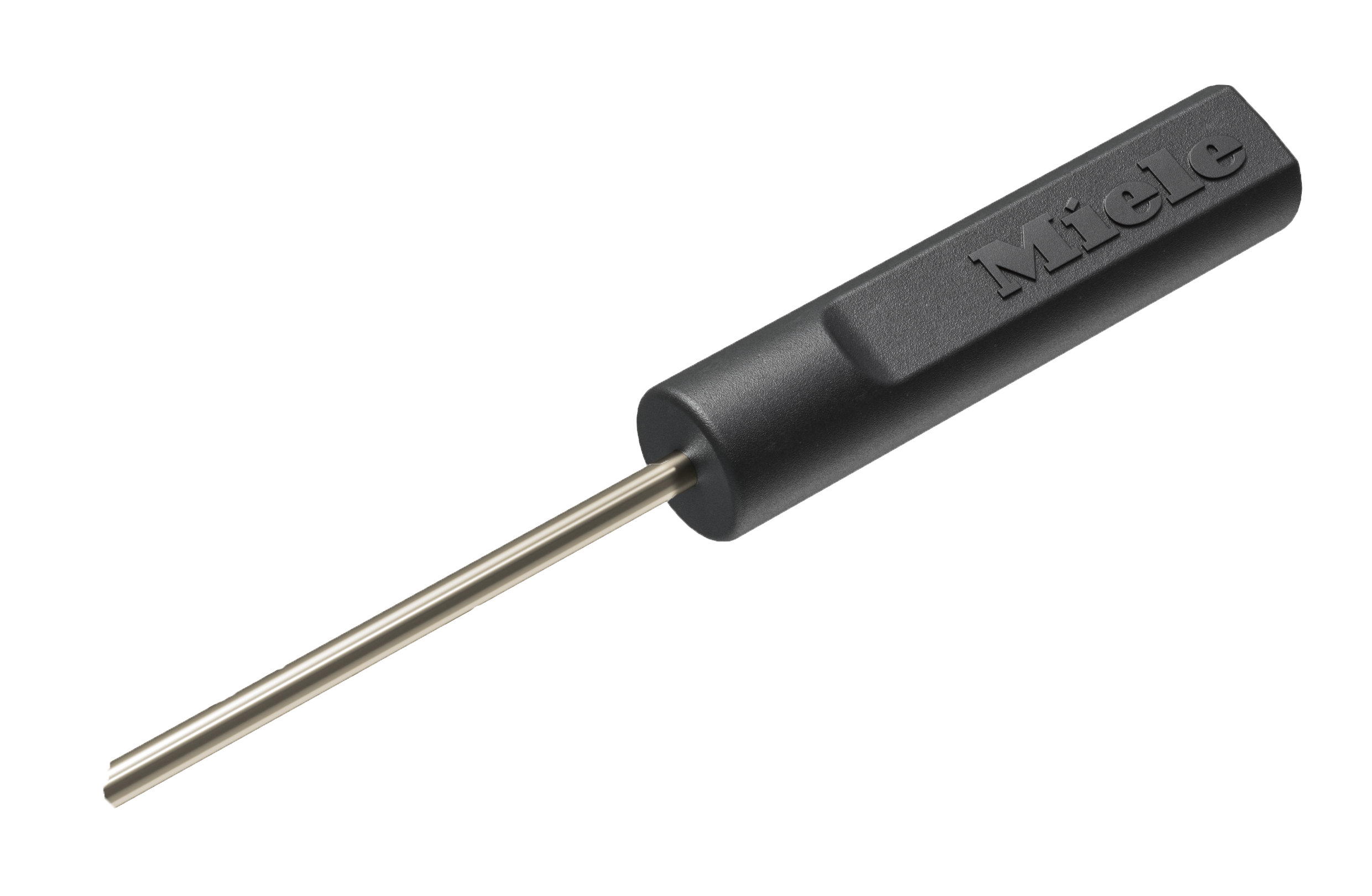
SAW-Temperatur Spieß der Firma pro-micron

Mittels Oberflächenwellen lassen sich auch Temperaturen messen. Der Vorteil der Technologie liegt hierbei darin, dass diese Art der Temperaturmessung drahtlos und passiv geschieht. Das bedeutet es wird weder ein Datenkabel, Stromkabel noch eine Batterie an der Messstelle gebraucht. Daraus folgt ein hoch flexibler Einsatz der Technologie bei bis zu 300 Grad Celsius. Anwendung findet die Temperaturmessung in Backöfen zur Echtzeitbeurteilung des Gar-gutes im Ofen.

## Forschungsaktivitäten
U. a. die Hochschule Coburg arbeitet auch an Sensoren auf der Basis akustischer Oberflächenwellen. Daraus ging z. B. ein Sensor zur Messung von Flüssigkeitseigenschaften hervor.
An der Einsetzbarkeit von Oberflächenwellen zum Pumpen von flüssigen Medien (acoustic streaming) wird zurzeit geforscht.
Auch die Verwendung zur linearen Bewegung bzw. Positionierung von aufliegenden flachen Körpern wird untersucht.
Die Carinthian Tech Research (CTR) hat zum Einsatz von SAW-Sensoren folgende Machbarkeitsstudien durchgeführt bzw. in Arbeit: fernabfragbare Temperaturmessung in Öfen. Abstandsmessung und Positionierung von Maschinen im unter- und übertäglichen Bergbau, berührungslose Temperaturmessung in Mikrowellen-Durchlauföfen.